# جنگ دانمارک و الجزایر
جنگ دانمارک و الجزایر (Danish–Algerian War) نبردی بود که از سال ۱۷۶۹ تا ۱۷۷۲ بین ارتش دانمارک-نروژ و الجزایر عثمانی که (علی‌رغم استقلال نسبی) بخشی از امپراتوری عثمانی بود به وقوع پیوست. همچنین به عنوان اعزام به الجزایر یا "جنگ علیه الجزایر" نیز شناخته می‌شود.
تجارت دانمارکی-نروژی در دریای مدیترانه در اواسط دهه ۱۷۰۰ بسیار گسترش یافته بود و آنها به منظور محافظت از تجارت سودآور خود در برابر دزدی دریایی، یک قرارداد صلح با ایالت‌های ساحلی بربر منعقد کرده بودند که شامل پرداخت خراج سالانه به آن ایالت‌ها (و حاکمان) بود.
در سال ۱۷۶۶ بابا محمد بن عثمان، دایی (یا حاکم) الجزایر شد. وی خواستار افزایش پرداخت سالانه از سوی دانمارک-نروژ شد. دانمارک-نروژی‌ها این درخواست را رد کردند و اندکی بعد، دزدان دریایی الجزایر سه کشتی دانمارکی-نروژی را ربودند و خدمه آن را به بردگی فروختند. در سال ۱۷۷۲ هیئتی از دانمارک و نروژ به الجزایر اعزام شد و پس از پنج روز مذاکره صلح جدیدی منعقد شد که طی آن مبلغ مورد تقاضای الجزایر مورد موافقت قرار گرفت. علاوه بر این، دانمارک-نروژ باید هزینه بازگشت هر برده‌ای را که در طول جنگ اسیر شده بود پرداخت کند. بردگان دانمارکی و نروژی که به برده‌داران خصوصی فروخته شده بودند باید به صورت جداگانه در مورد قیمت آزادی خود مذاکره کنند.